# Ирена Савицка
Ирена Наталия Савѝцка (на полски: Irena Natalia Sawicka) е полска езиковедка славистка и балканистка, професор, преподавателка в Торунския университет, научен работник в Института по славистика при Полската академия на науките.

## Трудове
- Struktura grup spółgłoskowych w językach słowiańskich (1974)
- Problematyka predykacji imiennej na przykładzie języka serbsko-chorwackiego (1979)
- Zagadnienia predykacji imiennej w językach południowosłowiańskich (1981) – в съавторство с Кажимеж Фелешко и Виолета Косеска-Тошева
- Struktura sloga u balkanskim jezicima (1986)
- Българско-полска съпоставителна граматика, т. I, Фонетика и фонология (1988) – в съавторство с T. Бояджиев
- Fonologia konfrontatywna polsko-serbsko-chorwacka (1988)
- Фонологија на современиот македонски стадарден јазик, т. I (1991) – в съавторство с Л. Спасов
- Zarys gramatyki języka albańskiego (1993) – в съавторство с Йолянта Миндак
- Gramatyka współczesnego języka polskiego, Fonetyka i fonologia (1995) – в съавторство с Леокадия Дукевич
- Фонологија на современиот стадарден јазик, część I: Fонологија сегментална, cz. II: Fонологија супрасегментална (1997) – в съавторство с Л. Спасов
- The Balkansprachbund in the Light of Phonetic Features (1997)
- Studia z palatalności w językach słowiańskich (1999) – в съавторство със С. Гжибовски
- Полски-македонски: граматичка конфронтација, 2. Прозодија (2000) – в съавторство с Божидар Видоески и Зузанна Тополинска
- An outline of the phonetic typology of the Slavic languages (2001)
- Arealines fonetikos (fonetines geografijos) ivadas (2007)